# Noctua domiduca
Noctua domiduca là một loài bướm đêm trong họ Noctuidae.